# Спліт (фільм)
«Спліт» (англ. Split, дослівно «Розщеплений») — американський гостросюжетний фільм режисера, продюсера і сценариста М. Найта Ш'ямалана, що вийшов 2016 року. У головних ролях Джеймс Мак-Евой, Аня Тейлор-Джой, Бетті Баклі.
Вперше фільм продемонстрували у США на Fantastic Fest 26 вересня 2016 року, широкий кінопрокат розпочався 18 січня 2017 року у низці країн світу, а в Україні у широкому кінопрокаті початок показу фільму розпочався 16 березня 2017 року.

## Сюжет
У голові Кевіна існує 23 різних особистості, про яких він розказав своїй лікарці-психіатру Флетчер. Проте існує ще одна особистість, яка змушує Кевіна викрасти трьох дівчат-підлітків і утримувати їх у полоні.

## У ролях
| Актор              | Роль                                                                           |
| ------------------ | ------------------------------------------------------------------------------ |
| Джеймс Мак-Евой    | Кевін Венделл Крамб Звір Патріція Деніс Гедвіґ Баррі Джейд Орвелл Генріх Норма |
| Іззі Кофі          | Кейсі Кук у дитинстві                                                          |
| Аня Тейлор-Джой    | Кейсі Кук                                                                      |
| Гейлі Лу Річардсон | Клер Бенуа                                                                     |
| Джессіка Сула      | Марша                                                                          |
| Бетті Баклі        | Карен Флетчер                                                                  |
| Бред Вілльям Генке | Джон Кук                                                                       |
| Кім Дайректор      | Ханна                                                                          |
| М. Найт Ш'ямалан   | Джай                                                                           |
| Брюс Вілліс        | Девід Данн (камео)                                                             |

## Створення фільму

### Знімальна група
- Кінорежисер — М. Найт Ш'ямалан
- Сценарист — М. Найт Ш'ямалан
- Кінопродюсери — М. Найт Ш'ямалан, Марк Бінсток, Джейсон Блум
- Виконавчі продюсери — Кевін Скотт Фрейкс, Бадді Патрік, Ешвін Раджан, Стівен Шнайдер
- Композитор — Вест Ділан Тордсон
- Кінооператор — Майк Ґіолакіс
- Кіномонтаж — Люк Франко Чіарроччі
- Підбір акторів — Даґлас Айбел
- Художник-постановник — Мара Лепер-Шлуп
- Артдиректори — Джессі Розенталь
- Художник по костюмах — Пако Дельґадо[7].

### Виробництво
У серпні 2015 року стало відомо, що М. Найт Ш'ямалан почне знімати новий фільм у листопаді 2015 року, а головну роль у ньому зіграє Хоакін Фенікс, проте за місяць до початку знімання стало відомо, що Хоакіна Фенікса замінить Джеймс Мак-Евой. Знімання фільму розпочали 11 листопада 2015 року у Філадельфії, штат Пенсільванія, США.

## Сприйняття

### Оцінки і критика
Від кінокритиків фільм отримав схвальні відгуки: Rotten Tomatoes дав оцінку 76 % на основі 211 відгуків від критиків (середня оцінка 6,4/10). Загалом на сайті фільм має схвальні оцінки, фільму зарахований «стиглий помідор» від фахівців, Metacritic — 62/100 на основі 47 відгуків критиків. Загалом на цьому ресурсі від фахівців фільм отримав схвальні відгуки.
Від пересічних глядачів фільм теж отримав схвальні відгуки: на Rotten Tomatoes 81 % зі середньою оцінкою 3,9/5 (38 171 голос), фільму зарахований «попкорн», на Metacritic — 7,5/10 на основі 255 голосів, Internet Movie Database — 7,5/10 (72 866 голосів).
Ольга Кривітченко на ресурсі «Moviegram» написала:
…Попри напругу, яку постійно підживлює операторська робота, музичний супровід, і, урешті-решт, гра МакЕвоя, у фіналі «Спліт» не бентежить глядача несподіваним сюжетним поворотом… В кінці «Спліт» розсипається, повільно згасає — замість того, аби вибухнути фінальною кульмінацією, на яку заслуговували і глядачі, й узята до реалізації ідея.
Юлія Ліпенцева на сайті телеканалу «24» написала:
«Спліт» вийшов доволі хорошим, якісним, типово ш'ямаланіським фільмом. Рекомендуємо дивитись любителям жанру, режисера та тим, кого не «торкає» від милих казок на кшталт «Красуня і Чудовисько».

### Касові збори
Під час показу в Україні, що розпочався 16 березня 2017 року, протягом першого тижня на фільм було продано 98 106 квитків, фільм показали у 197 кінотеатрах і він зібрав 7 577 543 грн, або 312 745 дол. США, що на той час дало йому змогу зайняти 3-тє місце серед усіх прем'єр.
Під час показу у США, що розпочався 20 січня 2017 року, протягом першого тижня фільм показали у 3038 кінотеатрах і він зібрав 40 010 975 дол., що на той час дозволило йому зайняти 1-ше місце серед усіх прем'єр. Станом на 12 березня 2017 року показ фільму триває 52 дні (7,4 тижня), зібравши за цей час у прокаті у США 135 866 075 дол. (за іншими даними 135 994 355 дол.), а в решті світу 112 151 394 дол. (за іншими даними 112 154 284 дол.), тобто загалом 248 017 469 дол. США (за іншими даними 248 148 639 дол.) при бюджеті 10 млн дол. США.

### Нагороди та номінації
Стрічка отримала чотири номінації
| Деякі нагороди і номінації фільму «Спліт» | Деякі нагороди і номінації фільму «Спліт»        | Деякі нагороди і номінації фільму «Спліт» | Деякі нагороди і номінації фільму «Спліт» | Деякі нагороди і номінації фільму «Спліт» | Деякі нагороди і номінації фільму «Спліт» |
| Рік                                       | Кінопремія / Кінофестиваль                       | Категорія / Нагорода                      | Номінант                                  | Результат                                 | Дж                                        |
| ----------------------------------------- | ------------------------------------------------ | ----------------------------------------- | ----------------------------------------- | ----------------------------------------- | ----------------------------------------- |
| 2017                                      | 43-тя церемонія нагородження кінопремії «Сатурн» | Найкращий кінотрилер                      | Стрічка                                   | В очікуванні                              | [ 19 ]                                    |
| 2017                                      | 43-тя церемонія нагородження кінопремії «Сатурн» | Найкраща акторка другого плану            | Бетті Баклі                               | В очікуванні                              | [ 19 ]                                    |

## Музика
Музику до фільму «Спліт» написав Вест Ділан Тордсон, саундтрек випустили 20 січня 2017 року лейблом «Back Lot Music».
| Список треків | Список треків                               | Список треків |
| #             | Назва                                       | Тривалість    |
| ------------- | ------------------------------------------- | ------------- |
| 1.            | «Opening»                                   | 1:33          |
| 2.            | «What’s Wrong With Barry?»                  | 3:50          |
| 3.            | «Dr. Fletcher In Philadelphia»              | 1:35          |
| 4.            | «A Way Out»                                 | 3:01          |
| 5.            | «Dr. Fletcher and the World»                | 2:00          |
| 6.            | «What Are You Up To, Dennis?»               | 1:14          |
| 7.            | «Casey Tells the Truth»                     | 1:40          |
| 8.            | «Somebody Save Us»                          | 2:00          |
| 9.            | «Last Rites»                                | 3:20          |
| 10.           | «I Know You Want To Tell Me Something»      | 2:33          |
| 11.           | «There Are Things That Are Hard To Believe» | 3:07          |
| 12.           | «I’m Really Sad You Feel This Way»          | 2:52          |
| 13.           | «Arrival»                                   | 2:08          |
| 14.           | «Meeting the Others»                        | 3:38          |
| 15.           | «The Beast Is On the Move»                  | 3:09          |
| 16.           | «Dr. Fletcher’s Death»                      | 1:42          |
| 17.           | «Casey Meets the Beast»                     | 4:19          |
| 18.           | «Kevin Wendell Crumb»                       | 2:41          |
| 19.           | «The Standoff»                              | 3:24          |
| 20.           | «The Rise of the Beast»                     | 3:38          |
| 21.           | «Rejoice»                                   | 3:18          |
| 22.           | «The Beast (Bonus Track)»                   |               |
| 59:35         |                                             |               |

### Виноски
1. ↑  Split (англ.). British Board of Film Classification. Архів оригіналу за 26 січня 2017. Процитовано 24 січня 2017.
2. 1 2  Split: Release Info (англ.). Internet Movie Database. Архів оригіналу за 20 січня 2017. Процитовано 24 січня 2017.
3. 1 2  Спліт. Kino-teatr.ua. Архів оригіналу за 19 грудня 2016. Процитовано 12 грудня 2016.
4. 1 2  Aaron Couch (19 січня 2017). 'Split': M. Night Shyamalan on How His Low-Budget Gamble Set Him Free (англ.). The Hollywood Reporter. Архів оригіналу за 24 січня 2017. Процитовано 24 січня 2017.
5. 1 2 3 4  Split (англ.). Box Office Mojo. Архів оригіналу за 12 червня 2018. Процитовано 14 березня 2017.
6. 1 2 3 4  Split (2017) (англ.). The Numbers. Архів оригіналу за 29 січня 2017. Процитовано 13 березня 2017.
7. ↑  Split: Full Cast & Crew (англ.). Internet Movie Database. Архів оригіналу за 30 липня 2016. Процитовано 11 серпня 2016.
8. ↑  Ali Jaafar (26 серпня 2015). Joaquin Phoenix, M. Night Shyamalan & Jason Blum In Talks To Reunite On New Project (англ.). deadline.com. Архів оригіналу за 25 грудня 2015. Процитовано 11 серпня 2016.
9. ↑  Ali Jaafar (2 жовтня 2015). James McAvoy In Talks To Replace Joaquin Phoenix In M. Night Shyamalan’s New Film (англ.). deadline.com. Архів оригіналу за 3 грудня 2015. Процитовано 11 серпня 2016.
10. ↑  Randy LoBass (6 листопада 2015). M. Night Shyamalan Movie To Block Bike Lanes Next Week (англ.). bicyclecoalition.org. Архів оригіналу за 10 грудня 2015. Процитовано 11 серпня 2016.
11. 1 2  Split (англ.). Rotten Tomatoes. Архів оригіналу за 3 березня 2017. Процитовано 14 березня 2017.
12. 1 2  Split (англ.). Metacritic. Архів оригіналу за 30 вересня 2016. Процитовано 14 березня 2017.
13. ↑  Split (англ.). Internet Movie Database. Архів оригіналу за 15 березня 2017. Процитовано 14 березня 2017.
14. ↑  Ольга Кривітченко (16 березня 2017). «Спліт»: множинні розуми Джеймса МакЕвоя. «Moviegram». Архів оригіналу за 18 березня 2017. Процитовано 18 жовтня 2017.
15. ↑  Юлія Ліпенцева (22 березня 2017). "Спліт": 24 особистості в одному Джеймсі Мак-Евої. Телеканал «24». Архів оригіналу за 23 березня 2017. Процитовано 29 березня 2017.
16. ↑  Олексій Першко (21 березня 2017). Бокс-Офіс 11 (2017): Жахаюча краса. Kino-teatr.ua. Архів оригіналу за 26 березня 2017. Процитовано 26 березня 2017.
17. ↑  Split — Ukraine Weekend Box Office (англ.). Box Office Mojo. Архів оригіналу за 27 березня 2017. Процитовано 26 березня 2017.
18. ↑  Split: Awards (англ.). Internet Movie Database. Архів оригіналу за 19 березня 2017. Процитовано 18 березня 2017.
19. ↑  Dave McNary (2 березня 2017). ‘Rogue One,’ ‘Walking Dead’ Lead Saturn Awards Nominations (англ.). Variety. Архів оригіналу за 3 березня 2017. Процитовано 18 березня 2017.
20. ↑  Split (Original Motion Picture Soundtrack (англ.). Apple Inc. Архів оригіналу за 26 березня 2017. Процитовано 26 березня 2017.
21. ↑  filmmusicreporter (19 січня 2017). Soundtrack Details for M. Night Shyamalan’s ‘Split’ (англ.). Film Music Reporter. Архів оригіналу за 26 березня 2017. Процитовано 26 березня 2017.
22. ↑  Split (Original Motion Picture Soundtrack) (англ.). Amazon.com, Inc. Процитовано 26 березня 2017.